# Spermophorides mammata
Spermophorides mammata is een spinnensoort uit de familie trilspinnen (Pholcidae). De soort komt voor in Spanje.